# Élection législative de 2012 à Wallis-et-Futuna
Les élections législatives françaises de 2012 se déroulent les 10 et 17 juin 2012. Dans la collectivité de Wallis-et-Futuna, non concernée par le redécoupage électoral, un député est à élire dans le cadre d'une circonscription unique. David Vergé est élu député, mais l'élection est annulée par le Conseil Constitutionnel six mois plus tard, donnant lieu à une nouvelle élection partielle en mars 2013.

## Élus
| Circonscription        | Député sortant  | Parti | Parti | Député élu ou réélu | Parti | Parti |
| ---------------------- | --------------- | ----- | ----- | ------------------- | ----- | ----- |
| Circonscription unique | Albert Likuvalu |       | PRG   | David Vergé         |       | DVD   |

## Résultats

### Analyse
La gauche perd la circonscription de Wallis-et-Futuna au profit d'un candidat divers droite d'origine métropolitaine. Le député, élu comme divers droite siège d'abord comme non inscrit, puis (à partir de juillet 2012) comme apparenté au groupe socialiste.

### Résultats à l'échelle de la collectivité
| Parti          | Parti                   | Premier tour | Premier tour | Second tour | Second tour | Sièges |
| Parti          | Parti                   | Voix         | %            | Voix        | %           | Sièges |
| -------------- | ----------------------- | ------------ | ------------ | ----------- | ----------- | ------ |
|                | Divers droite           | 1 997        | 28,80        | 3 068       | 41,61       | 1      |
|                | Droite parlementaire    | 1 997        | 28,80        | 3 068       | 41,61       | 1      |
|                |                         |              |              |             |             |        |
|                | Parti socialiste        | 1 555        | 22,43        |             |             | 0      |
|                | Divers gauche           | 1 345        | 19,40        | 3 026       | 41,04       | 0      |
|                | Parti radical de gauche | 1 179        | 17,00        | 1 280       | 17,36       | 0      |
|                | Majorité présidentielle | 4 079        | 58,83        | 4 306       | 58,39       | 0      |
|                |                         |              |              |             |             |        |
|                | Mouvement démocrate     | 858          | 12,37        |             |             | 0      |
|                |                         |              |              |             |             |        |
| Inscrits       | Inscrits                | 8 980        | 100,00       | 8 984       | 100,00      | 1      |
| Abstentions    | Abstentions             | 1 968        | 21,92        | 1 544       | 17,19       |        |
| Votants        | Votants                 | 7 012        | 78,08        | 7 440       | 82,81       |        |
| Blancs et nuls | Blancs et nuls          | 78           | 1,11         | 66          | 0,89        |        |
| Exprimés       | Exprimés                | 6 934        | 98,89        | 7 374       | 99,11       |        |

### Résultats par circonscription

#### Circonscription unique de Wallis-et-Futuna
| Candidat       | Candidat                | Parti          | Premier tour | Premier tour | Second tour | Second tour |  |
| Candidat       | Candidat                | Parti          | Voix         | %            | Voix        | %           |  |
| -------------- | ----------------------- | -------------- | ------------ | ------------ | ----------- | ----------- |  |
|                | David Vergé élu         | Divers droite  | 1 997        | 28,80        | 3 068       | 41,61       |  |
|                | Mikaele Kulimoetoke     | Divers gauche  | 1 345        | 19,40        | 3 026       | 41,04       |  |
|                | Albert Likuvalu sortant | PRG            | 1 179        | 17,00        | 1 280       | 17,36       |  |
|                | Epifano Tui             | PS             | 913          | 13,17        |             |             |  |
|                | Atonio Ilalio           | MoDem          | 858          | 12,37        |             |             |  |
|                | Simione Vanai           | PS             | 642          | 9,26         |             |             |  |
|                |                         |                |              |              |             |             |  |
| Inscrits       | Inscrits                | Inscrits       | 8 980        | 100,00       | 8 984       | 100,00      |  |
| Abstentions    | Abstentions             | Abstentions    | 1 968        | 21,92        | 1 544       | 17,19       |  |
| Votants        | Votants                 | Votants        | 7 012        | 78,08        | 7 440       | 82,81       |  |
| Blancs et nuls | Blancs et nuls          | Blancs et nuls | 78           | 1,11         | 66          | 0,89        |  |
| Exprimés       | Exprimés                | Exprimés       | 6 934        | 98,89        | 7 374       | 99,11       |  |

### Annulation
L'élection est annulée par le Conseil constitutionnel le 25 janvier 2013. De plus, David Vergé est déclaré inéligible pour un an. Lors de l'élection partielle de mars 2013, Napole Polutélé, indépendant mais soutenu par l'UMP, lui succède deux mois plus tard, à l'issue d'une triangulaire  avec Mikaele Kulimoetoke (DVG) et Lauriane Vergé (l'épouse de David Vergé, DVG).